# David Whissell
David Whissell est un homme politique québécois. Il est le député de la circonscription d'Argenteuil de 1998 à 2011, sous la bannière du Parti libéral du Québec.  

## Biographie
David Whissell est né à Montréal le 1er septembre 1967. Il détient un baccalauréat en génie civil de l'École polytechnique de Montréal. Il a travaillé pour la compagnie Whissell inc. de Lachute de 1990 à 1994, et a été propriétaire et président de la compagnie Béton 344 Inc., de Saint-André-d'Argenteuil de 1994 à 2002.
De 1994 à 1995, il est vice-président, puis président en 1995 et en 1996 de la Chambre de commerce de Lachute. Il est membre de l'Association Béton Québec à compter de 1996 et membre de la Chambre de commerce de Mirabel à partir de 1997. Il est directeur du Conseil local de développement d'Argenteuil de 1997 à 1998 et du Conseil d'expansion économique d'Argenteuil pendant la même période. 

### Carrière politique
David Whissell commence à s'impliquer au Parti libéral en 1997 en tant que président de l'Association libérale fédérale pour Argenteuil-Papineau. Il est élu pour la première fois lors d'une élection partielle le 1er juin 1998. Il est ensuite réélu lors des élections générales de 1998, de 2003, de 2007 et de 2008. Il est adjoint parlementaire au premier ministre Jean Charest de mai 2003 à février 2005. De 2005 à 2009, il siège au Conseil des ministres du Québec, d'abord à titre de président de caucus, puis, à titre de ministre du Travail et ministre responsable des régions des Laurentides, de Lanaudière et de l’Abitibi-Témiscamingue.
En 2009, il est au cœur d'une controverse, lorsque les médias révèlent qu'il est actionnaire d'une compagnie faisant affaire avec le gouvernement. Le premier ministre Jean Charest modifie par la suite les règles sur les conflits d'intérêts au Conseil des ministres, ce qui le force à démissionner puisqu'il ne voulait pas se départir de ses actions.
Il démissionne de son poste de député d'Argenteuil le 16 décembre 2011. Il affirme vouloir consacrer plus de temps à sa famille et à ses activités d'entrepreneur.

## Vie après la politique
En 2012, David Whissell devient président-directeur général d'ABC Rive-Nord. Il est administrateur d'Uniroc depuis mai 2013, et président du Groupe TBM depuis avril 2016 où il est lobbyiste.
David Whissell vit conjointement avec Francine Vaillancourt. Il est père de deux enfants, Justine et Philippe.